# Lexington (Mississipi)
Lexington és una població dels Estats Units a l'estat de Mississipi. Segons el cens del 2000 tenia 2.025 habitants.

## Demografia
Segons el cens del 2000, Lexington tenia 2.025 habitants, 725 habitatges, i 503 famílies. La densitat de població era de 319,1 habitants per km².
Dels 725 habitatges en un 30,3% hi vivien nens de menys de 18 anys, en un 37,8% hi vivien parelles casades, en un 26,3% dones solteres, i en un 30,5% no eren unitats familiars. En el 28,8% dels habitatges hi vivien persones soles el 15,4% de les quals corresponia a persones de 65 anys o més que vivien soles. El nombre mitjà de persones vivint en cada habitatge era de 2,7 i el nombre mitjà de persones que vivien en cada família era de 3,34.
Per edats la població es repartia de la següent manera: un 28,5% tenia menys de 18 anys, un 11,1% entre 18 i 24, un 26,9% entre 25 i 44, un 17,9% de 45 a 60 i un 15,7% 65 anys o més.
L'edat mediana era de 35 anys. Per cada 100 dones de 18 o més anys hi havia 83,1 homes.
La renda mediana per habitatge era de 22.163 $ i la renda mediana per família de 29.732 $. Els homes tenien una renda mediana de 25.750 $ mentre que les dones 17.328 $. La renda per capita de la població era de 14.614 $. Entorn del 32,7% de les famílies i el 37,2% de la població estaven per davall del llindar de pobresa.

## Poblacions més properes
El següent diagrama mostra les poblacions més properes.